# Скреб

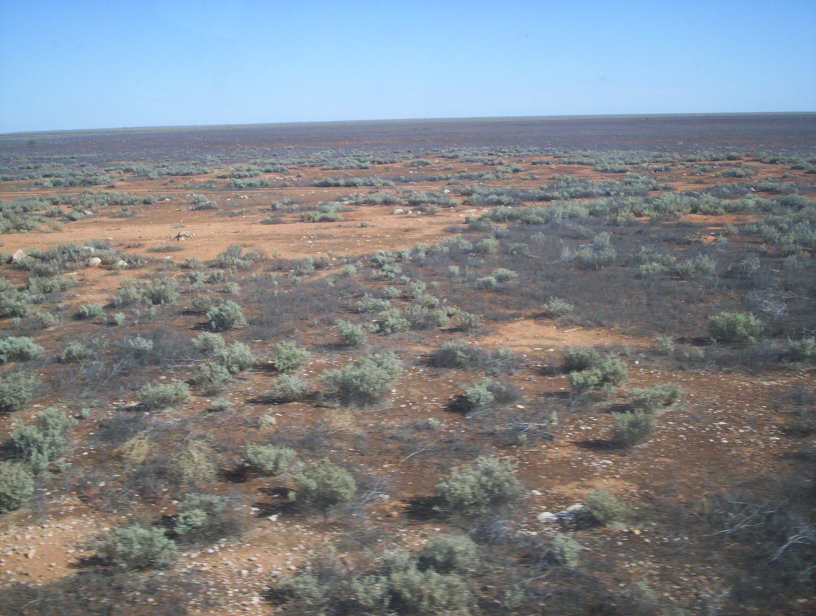
Скреб на рівнині Налларбор (Nullarbor Plain), Австралія

Скреб (англ. shrubland, scrubland, scrub, brush) — зарості низькорослих (1–2 м) вічнозелених ксерофітних чагарників у субтропічній і частково тропічній південно-західній і центральній частинах Австралії. Скреби обрамляють з півдня австралійську зону саван і саванових рідколісь. У скребах переважають чагарникові евкаліпти й акації. Скребами вкриті величезні площі, що майже позбавлені річок та озер.
Рослини скребів характеризуються адаптацією до сухого клімату, яка має різні прояви: невеликі листи, щоб обмежити втрати води; шипи, аби захистити їх від жуйних тварин; м'ясисті листя або стебла, де запасають воду; довге коріння, яке здатне досягати глибоких ґрунтових вод.
Малі-скреб (англ. mallee-scrub) — чагарникові, головним чином евкаліптові, зарості жорстколистої дерев'янистої рослинності напівпосушливих, субтропічних районів південної Австралії.